# The Idolmaster Shiny Festa
The Idolmaster Shiny Festa (アイドルマスター シャイニーフェスタ) est un jeu vidéo de rythme développé par Namco et édité par Bandai Namco Games, sorti en 2012 sur PlayStation 3, PlayStation Portable et iOS.

## Accueil
- Famitsu : 32/40[1]